# Кобринский, Натан Ефимович
Натан Ефимович Кобринский (15 сентября 1910, Волковыск, Гродненская губерния — 28 сентября 1985, Москва) — советский учёный в области экономической кибернетики, популяризатор науки. Доктор технических наук. Брат А. Е. Кобринского.

## Биография
В 1948 г. исполнял обязанности заместителя директора по научной части в новосозданном Институте точной механики и вычислительной техники АН СССР.
В 1950-е гг. преподавал теорию машин и механизмов в Пензенском индустриальном институте вместе с Б. А. Трахтенбротом, за это время написал в соавторстве с ним монографию «Введение в теорию конечных автоматов» (М.: Физматгиз, 1962; английский перевод 1965, немецкий и чешский перевод 1967).
С 1959 г. снова в Москве, возглавил новосозданную кафедру электронно-вычислительной техники в Московском инженерно-экономическом институте (ныне Государственный университет управления), затем преподавал там же на кафедре экономической кибернетики. Работал заместителем начальника Главного вычислительного центра Госплана СССР, осенью 1963 года руководил первой рабочей комиссией, которой предстояло разработать концепцию Единой государственной сети вычислительных центров (ЕГСВЦ), которая впоследствии трансформировалась в идею Общегосударственной автоматизированной системы учёта и обработки информации (ОГАС).

## Творчество
Выпустил несколько монографий. В 1980-е гг. совместно с А. Д. Смирновым и Е. З. Майминасом написал учебник «Экономическая кибернетика», по которому многие годы учились экономисты-математики России и других стран СНГ. Учебники Н. Е. Кобринского являются востребованными по сей день.
Как популяризатор науки выпустил в 1959 г. написанную совместно с Виктором Пекелисом книгу «Быстрее мысли» (2-е издание 1963), состоящую из трёх относительно независимых частей: «Математика и жизнь» (о вычислительной математике), «Машина считает» (о вычислительной технике) и «Машина „думает“» (о кибернетике). В 1969 г. в соавторстве с братом Ароном Кобринским опубликовал в книжной серии «Эврика» книгу «Много ли человеку нужно?» (2-е издание 1972), разъясняющую принципы организации и работы систем управления в автоматах и в экономике.

## Список произведений
- Кобринский Н. Е. Методы и приборы измерения угловых скоростей. — М.-Л.: Изд-во АН СССР, 1941. — 50 стр.
- Кобринский Н. Е. Математические машины непрерывного действия. Основы их устройства. — М., 1954. — 448 с.
- Кобринский Н. Е., Пекелис В. Д. Быстрее мысли. — М.: «Молодая гвардия», 1959. — 389 с.
- Кобринский Н. Е., Трахтенброт Б. А. Введение в теорию конечных автоматов. — М.: Физматгиз, 1962. — 404 с.
- Kobrinski, N. E. Trakhtenbrot B. A. Introduction to the Theory of Finite Automata. In: Studies in Logic and the Foundations of Mathematics, 1965.
- N. E. Kobrinski, B. A. Trachtenbrot. Einführung in die Theorie endlicher Automaten. (Elektronisches Rechnen und Regeln, Sonderband 5). Verlag: Akademie Berlin 1967. — 335 s.
- Кобринский А. Е., Кобринский Н. Е. Кибернетика в управлении производством. — М., 1967.
- Кобринский Н. Е., Матлин А. М. Экономико-математические модели в планировании. — М.: «Экономика», 1968. — 111 с.
- Кобринский Н. Е. Основы экономической кибернетики. — М.: «Экономика», 1969. — 253 с.
- Кобринский А. Е., Кобринский Н. Е. Много ли человеку нужно? — М.: «Молодая гвардия», 1969. — 336 с.
- Кобринский А. Е., Кобринский Н. Е. Много ли человеку нужно? 2-е изд., доп. — М.: «Молодая гвардия», 1972. — 320 с.
- Кобринский Н. Е. Производственные функции. Учебное пособие. — М., 1974. — 82 с.
- Кобринский Н. Е., Майминас Е. З., Смирнов А. Д. Введение в экономическую кибернетику. Учебное пособие. — М.: «Экономика», 1975. — 344 с.
- Кобринский Н. Е. Информационные фильтры в экономике. Анализ одномерных временных рядов. — М.: «Статистика», 1978. — 287 с.
- Кобринский Н. Е. Методы и модели экономической кибернетики (Анализ экономической системы). Учебное пособие. — М.: Изд-во МЭСИ, 1978. — 130 с.
- Кобринский Н. Е., Кузьмин В. И. Точность экономико-математических моделей. — М.: «Финансы и статистика», 1981. — 255 с.
- Кобринский Н. Е., Майминас Е. З., Смирнов А. Д. Экономическая кибернетика. Учебник для вузов. — М.: «Экономика», 1982. — 407 с.